# Bilal Özdemir
Bilal Özdemir (* 30. April 1987 in Deutschland) ist ein türkischer Fußballspieler in Diensten von İnegölspor.

## Karriere

### Vereinskarriere
Bilal Özdemir kam in Deutschland als Sohn von türkischen Gastarbeitern auf die Welt und kehrte im Kindesalter mit seiner Familie wieder in die Türkei zurück. Hier begann er als Achtjähriger mit dem Vereinsfußball in der Jugend von İnegölspor. Im Sommer 2005 erhielt er hier einen Profivertrag und wurde in den Profimannschaftskader aufgenommen. Sein Debüt machte er am 25. Dezember 2005 im Ligaspiel gegen Kırşehirspor. In seiner zweiten Saison schaffte er den Sprung in die Stammformation und behielt diesen bis zum Sommer 2010. 
Dann wechselte er zum Zweitligisten Akhisar Belediyespor. Hier erreichte er in seiner zweiten Spielzeit völlig überraschend die Meisterschaft der TFF 1. Lig und damit den direkten Aufstieg in die Süper Lig.
Zur neuen Saison 2012/13 wechselte er zum Zweitligisten TKİ Tavşanlı Linyitspor. Bereits nach einer Saison verließ er den Verein Richtung Drittligist İnegölspor.

## Erfolge
Mit Akhisar Belediyespor
- Meisterschaft der TFF 1. Lig: 2011/12
- Aufstieg in die Süper Lig: 2011/12